# Giọng hát Việt nhí
Giọng hát Việt nhí là một cuộc thi ca hát tương tác truyền hình thực tế do Ban Sản xuất các chương trình Giải trí, Đài Truyền hình Việt Nam và Công ty Trách nhiệm hữu hạn Đầu tư và Quảng cáo Cát Tiên Sa phối hợp thực hiện, dựa trên định dạng của chương trình The Voice Kids đến từ Hà Lan theo giấy phép độc quyền của Talpa. Đây là phiên bản dành cho trẻ em của chương trình Giọng hát Việt, với đối tượng tham dự là trẻ em và thanh thiếu niên có độ tuổi từ 6 đến 16.

## Thể lệ

### Vòng Giấu mặt(Blind Audition)
80 thí sinh được lựa chọn từ vòng Sơ tuyển cuối cùng sẽ bước vào vòng Giấu mặt với sự thẩm định của các vị huấn luyện viên (HLV) chính thức của Giọng hát Việt nhí. Các HLV ngồi trên các ghế xoay, quay lưng lại với sân khấu, nên không thể nhìn thấy gương mặt thí sinh đang biểu diễn trên sân khấu. Trong khi thí sinh đang thể hiện một ca khúc trên sân khấu, các HLV phải lắng nghe và cảm nhận thật kĩ từng giọng hát. Nếu có quyết định mời thí sinh này về đội mình, họ sẽ nhấn nút xoay ghế lại. Trong trường hợp có hơn một lời mời từ phía HLV, thí sinh sẽ là người quyết định về với đội của ai. Kết thúc vòng Giấu mặt, sẽ còn lại 45 thí sinh chia đều cho ba đội.
Trong năm 2018, số lượng HLV được tăng lên 6 và chia thành 3 cặp (thay vì 1 cặp HLV ngồi ghế đôi và 2 HLV ngồi ghế đơn như ban đầu), bên cạnh đó là sự xuất hiện của nút chặn/ khóa âm (Blocked/ Silence) trên ghế xoay của 3 cặp HLV, ngoài nút chọn lớn còn có thêm 2 nút chặn nhỏ tương ứng với 2 cặp HLV còn lại. Mỗi cặp HLV có 1 quyền chặn và 1 quyền khóa âm duy nhất tại vòng này. Với nút chặn, HLV bị chặn sẽ mất quyền giành thí sinh, còn với nút khóa âm, HLV bị khóa âm sẽ không được dùng lời nói để tranh giành thí sinh, tuy nhiên thí sinh vẫn có thể chọn về đội của HLV bị khóa âm. HLV này có thể chặn HLV khác, không cho họ có quyền tranh giành thí sinh của mình. HLV bị chặn hay khóa âm sẽ không hề biết gì cho đến khi bấm nút xoay ghế lại.
Trong năm 2019, mỗi đội có thêm 1 quyền chặn; khi bấm nút đèn ghế của đội bị chặn chuyển màu trắng nhưng ghế sẽ không xoay lại. Tuy nhiên thí sinh vẫn có quyền lựa về đội bị chặn bằng quyền phá chặn. Mỗi đội chỉ được phá chặn 1 lần duy nhất, đổi lại đội được phá chặn sẽ bị phong tỏa và mất quyền lựa chọn thí sinh ở tiết mục tiếp theo. Sau vòng này, mỗi đội có 12 thí sinh.
Ở năm 2021, mỗi đội có 1 quyền chặn và 1 quyền khoá âm sử dụng trong suốt vòng này. Ngoài ra, mỗi đội sẽ được cho trước 150 like tương ứng với 150 triệu đồng. Với số like này, các đội sẽ đặt cược số like từ 1 đến 20 để thuyết phục thí sinh mà mình lựa chọn về đội của mình. Kết thúc vòng này, mỗi đội có 10 thí sinh.

### Vòng Đối đầu(Battle Round)
10 thí sinh trong đội được chia thành 5 cặp đấu. Mỗi nhóm trình bày một ca khúc được HLV của đội đó chọn và tập luyện từ trước trên sân khấu. HLV sẽ chọn một thí sinh xuất sắc nhất trong mỗi nhóm để bước tiếp vào vòng trong. HLV cũng có thể bấm nút cứu thí sinh đã thua trong một trận đối đầu mà họ thấy thí sinh đó xứng đáng để đi tiếp. Sau vòng Đối đầu, mỗi đội còn lại 6 thí sinh.

### Vòng Thách đấu(Knockout Round)

#### Mùa 7
Ở vòng này, các thí sinh của các đội sẽ đấu trực tiếp với nhau trên cùng 1 sân khấu. Các cặp HLV lần lượt đưa ra 1 thí sinh trong đội mình và chọn thứ tự HLV mà mình muốn thách đấu. Sau khi các HLV đưa ra thí sinh để thách đấu, 3 thí sinh sẽ hát đơn ca 3 bài hát khác nhau, lúc này HLV sẽ không có quyền chọn thí sinh nữa mà hội đồng chuyên môn và khán giả tại trường quay sẽ là người quyết định, thí sinh có tổng điểm của hội đồng chuyên môn và lượt bình chọn cao hơn sẽ được vào vòng Liveshow. Kết thúc vòng Thách đấu, mỗi cặp HLV sẽ cứu 1 thí sinh của đội mình và 3 thí sinh có số điểm cao nhất từ hội đồng chuyên môn sẽ tiếp tục vào vòng trong cùng 7 thí sinh đã thắng trong 7 trận đấu trước đó, tổng cộng có 13 thí sinh được đi tiếp. Số thí sinh của các đội sẽ khác nhau dựa vào số lần chiến thắng của các đội trong các trận thách đấu.

#### Mùa 8
18 thí sinh của cả ba đội sẽ được chia thành 9 trận đấu, mỗi trận đấu gồm có 2 thí sinh đến từ 2 đội thi đấu với nhau. Các cặp đấu được xác định dựa trên số like của thí sinh có được ở hai vòng đầu tiên. Thí sinh có nhiều like nhất đội này sẽ đấu với thí sinh có số like thấp nhất đội kia theo thứ tự chênh số like ít dần. Mỗi thí sinh trong trận đấu sẽ biểu diễn một bài hát đơn ca và chỉ có duy nhất 1 thí sinh thắng cuộc trong mỗi trận đấu. Kết quả sẽ được quyết định bằng tổng bình chọn của hai giám khảo khách mời và cặp HLV còn lại không có thí sinh tham gia trận đấu đó. Thí sinh chiến thắng trận đấu sẽ nhận thêm số like của người thua trận vào tổng số like của mình. Mỗi cặp HLV sẽ có 1 quyền bổ sung thêm 1 thí sinh thua cuộc của đội mình và khi được bổ sung thì sẽ được cấp thêm 20 like để bước tiếp vào vòng trong. Sau vòng Đo ván, số lượng thí sinh vào vòng Liveshow của các đội sẽ khác nhau tùy thuộc vào số lần thắng hay thua của đội đó trong các trận đấu.

### Vòng Trình diễn(Liveshow)

#### Mùa 6‒7
- Liveshow 1, 2, 3 (Các đêm Minishow): 18 thí sinh của 3 đội được xếp vào 3 minishow, mỗi đội có 1 minishow để trình diễn theo 1 chủ đề mà HLV và thí sinh đã lựa chọn. Cuối đêm thi, mỗi đội chọn 2 thí sinh có phần trình diễn yếu nhất vào vòng nguy hiểm. Cuối minishow 3, đội có tổng lượt bình chọn cao nhất sẽ được bảo toàn số thí sinh, 2 đội còn lại sẽ phải chia tay 2 thí sinh vào vòng nguy hiểm.
- Liveshow 4,5, bán kết, chung kết: Các thí sinh sẽ hát đơn ca trên sân khấu. Thí sinh có được đi tiếp hay không phụ thuộc hoàn toàn vào tổng lượt bình chọn của khán giả. Đến đêm Chung kết, lượt bình chọn của khán giả sẽ quyết định người chiến thắng.

#### Mùa 8
Các thi sinh còn lại của chương trình sẽ được chia thành 2 bảng, bảng A và bảng B. Các bảng sẽ được chia theo kết quả của vòng 3, từ đó chia ra thành các trận đấu giữa thí sinh của bảng A với thí sinh của bảng B. Mỗi thí sinh sẽ thể hiện một tiết mục của mình với một rapper đến từ chương trình King of Rap. Tương tự vòng 3, kết quả sẽ được quyết định bằng tổng bình chọn của hai giám khảo khách mời và cặp HLV còn lại không có thí sinh tham gia trận đấu đó. Thí sinh giành được điểm trung bình cao hơn sẽ giành chiến thắng trận đấu và nhận thêm số like của người thua trận vào tổng số like của mình. Điều này chỉ xảy ra ở 3 tập đầu. Nhà vô địch trong đêm gala Chung kết (được ghi hình, thay vì truyền hình trực tiếp như trước đây), sẽ nhận được giải thưởng 1 tỷ đồng cùng 1 năm sử dụng miễn phí sản phẩm đến từ nhà tài trợ. Những thí sinh còn lại sẽ trở thành á quân của chương trình.

## Huấn luyện viên
| Huấn luyện viên                   | Mùa | Mùa | Mùa | Mùa | Mùa | Mùa | Mùa | Mùa |
| Huấn luyện viên                   | 1   | 2   | 3   | 4   | 5   | 6   | 7   | 8   |
| --------------------------------- | --- | --- | --- | --- | --- | --- | --- | --- |
| Hồ Hoài Anh & Lưu Hương Giang     | ✔   | ✔   | ✔   |     |     | ✔   |     | ✔   |
| Hiền Thục                         | ✔   |     |     |     |     |     |     |     |
| Thanh Bùi                         | ✔   |     |     |     |     |     |     |     |
| Cẩm Ly                            |     | ✔   | ✔   |     |     |     |     |     |
| Lam Trường                        |     | ✔   |     |     |     |     |     |     |
| Dương Khắc Linh                   |     |     | ✔   |     |     |     | ✔   |     |
| Đông Nhi - Ông Cao Thắng          |     |     |     | ✔   |     |     |     |     |
| Noo Phước Thịnh                   |     |     |     | ✔   |     |     |     |     |
| Vũ Cát Tường                      |     |     |     | ✔   | ✔   | ✔   |     | ✔   |
| Tiên Cookie & Hương Tràm          |     |     |     |     | ✔   |     |     |     |
| Soobin Hoàng Sơn                  |     |     |     |     | ✔   | ✔   |     |     |
| Bảo Anh & Khắc Hưng               |     |     |     |     |     | ✔   |     |     |
| Lưu Thiên Hương & Ali Hoàng Dương |     |     |     |     |     |     | ✔   |     |
| Hương Giang & Dương Cầm           |     |     |     |     |     |     | ✔   |     |
| Phạm Quỳnh Anh                    |     |     |     |     |     |     | ✔   |     |
| MC ILL (Hưng Cao)                 |     |     |     |     |     |     |     | ✔   |
| BigDaddy & Emily                  |     |     |     |     |     |     |     | ✔   |

## Trận chung kết chương trình
| Mùa | Thí sinh                | Đội                               | Kết quả   |
| --- | ----------------------- | --------------------------------- | --------- |
| 1   | Nguyễn Quang Anh        | Lưu Hương Giang - Hồ Hoài Anh     | Quán Quân |
| 1   | Phương Mỹ Chi           | Hiền Thục                         | Á Quân    |
| 1   | Trần Ngọc Duy           | Thanh Bùi                         | Á Quân    |
| 2   | Nguyễn Thiện Nhân       | Cẩm Ly                            | Quán Quân |
| 2   | Nguyễn Hoàng Anh        | Lưu Hương Giang - Hồ Hoài Anh     | Á Quân    |
| 2   | Trần Kayon Thiên Nhâm   | Lam Trường                        | Á Quân    |
| 3   | Trịnh Nguyễn Hồng Minh  | Lưu Hương Giang - Hồ Hoài Anh     | Quán Quân |
| 3   | Nguyễn Công Quốc        | Cẩm Ly                            | Á Quân    |
| 3   | Nguyễn Trọng Tiến Quang | Dương Khắc Linh                   | Á Quân    |
| 4   | Trịnh Nhật Minh         | Đông Nhi - Ông Cao Thắng          | Quán Quân |
| 4   | Đào Nguyên Thụy Bình    | Vũ Cát Tường                      | Á Quân    |
| 4   | Milana Zavolokina       | Vũ Cát Tường                      | Á Quân    |
| 4   | Nguyễn Hoàng Mai Anh    | Noo Phước Thịnh                   | Á Quân    |
| 5   | Dương Ngọc Ánh          | Vũ Cát Tường                      | Quán Quân |
| 5   | Đỗ Thị Hoài Ngọc        | Soobin Hoàng Sơn                  | Á Quân    |
| 5   | Lê Châu Như Ngọc        | Hương Tràm - Tiên Cookie          | Á Quân    |
| 5   | Trần Thị Hồng Thư       | Hương Tràm - Tiên Cookie          | Giải ba   |
| 5   | Đặng Đình Tâm           | Vũ Cát Tường                      | Giải ba   |
| 5   | Trần Quốc Thái          | Soobin Hoàng Sơn                  | Giải ba   |
| 6   | Hà Quỳnh Như            | Lưu Hương Giang - Hồ Hoài Anh     | Quán Quân |
| 6   | Đào Đình Anh Tuấn       | Soobin Hoàng Sơn - Vũ Cát Tường   | Á Quân    |
| 6   | Nguyễn Trần Xuân Phương | Soobin Hoàng Sơn - Vũ Cát Tường   | Á Quân    |
| 6   | Nguyễn Minh Chiến       | Bảo Anh - Khắc Hưng               | Á Quân    |
| 7   | Kiều Minh Tâm           | Ali Hoàng Dương - Lưu Thiên Hương | Quán Quân |
| 7   | Nguyễn Đoàn Chấn Quốc   | Hương Giang - Dương Cầm           | Giải nhất |
| 7   | Nguyễn Ngọc Bảo Hân     | Hương Giang - Dương Cầm           | Giải nhì  |
| 7   | Vũ Linh Đan             | Phạm Quỳnh Anh - Dương Khắc Linh  | Giải nhì  |
| 7   | Nguyễn Đỗ Khánh An      | Ali Hoàng Dương - Lưu Thiên Hương | Giải nhì  |
| 8   | Lê Đăng Bách            | Vũ Cát Tường - Hưng Cao           | Quán Quân |
| 8   | Lê Song Tùng            | BigDaddy - Emily                  | Á Quân    |
| 8   | Trần Thị Thùy Trang     | Lưu Hương Giang - Hồ Hoài Anh     | Á Quân    |
| 8   | Nguyễn Hà Anh           | Lưu Hương Giang - Hồ Hoài Anh     | Á Quân    |

## Người dẫn chương trình
- Mùa 1: Trấn Thành - Thanh Thảo.
- Mùa 2: Jennifer Phạm - Thanh Bạch & Đại Nghĩa
- Mùa 3: Vũ Ngọc Hoàng Oanh - Thanh Bạch, Thành Trung - Ốc Thanh Vân
- Mùa 4: Ngô Kiến Huy - Chi Pu
- Mùa 5: Thành Trung - Quỳnh Chi
- Mùa 6: Ali Hoàng Dương - Phí Linh - Vannie
- Mùa 7: Gil Lê - Khả Ngân - Nguyên Khang
- Mùa 8: Thành Trung - Gil Lê

## Tổng quan các mùa thi

### Mùa 1 (2013)
Mùa 1 bắt đầu vào ngày 1 tháng 6 năm 2013
Thí sinh mùa 1:
| Thứ hạng      | Thứ hạng | Đội Hiền Thục                              | Đội Hồ Hoài Anh - Lưu Hương Giang    | Đội Thanh Bùi                                     |
| ------------- | -------- | ------------------------------------------ | ------------------------------------ | ------------------------------------------------- |
| Vòng liveshow | TOP 3    | Phương Mỹ Chi                              | Nguyễn Quang Anh (Rhyder)            | Trần Ngọc Duy                                     |
| Vòng liveshow | TOP 9    | Nguyễn Cao Khánh                           | Võ Thị Thu Hà                        | Vũ Song Vũ                                        |
| Vòng liveshow | TOP 9    | Phạm Nguyễn Linh Lan                       | Hồ Văn Phong                         | Huỳnh Hữu Đại                                     |
| Vòng liveshow | TOP 15   | Cao Ngọc Thùy Anh                          | Tôn Chí Long                         | Lương Thùy Mai                                    |
| Vòng liveshow | TOP 15   | Nguyễn Lê Nguyên                           | Nguyễn Khánh Hà                      | Bùi Duy Lan Hương                                 |
| Vòng đối đầu  | Bị loại  | Bùi Quang Nhật Nguyễn Phương Duyên         | Đỗ Trí Dũng Bạch Phúc Nguyên         | Nguyễn Hải Khang Nguyễn Chiến Thắng (Winner P336) |
| Vòng đối đầu  | Bị loại  | Trần Ông Minh Triết Cao Đức Anh            | Đỗ Thị Hồng Khanh Nguyễn Thị Yến Nhi | Nguyễn Thảo Linh (TLinh) Nguyễn Trần Hoàng Anh    |
| Vòng đối đầu  | Bị loại  | Bùi Chang Tuyết Lan Nguyễn Ngọc Phương Nhi | Đỗ Hoàng Dương Nguyễn Tùng Hiếu      | Trịnh Đức Nam Mai Xuân Bách                       |
| Vòng đối đầu  | Bị loại  | Lê Trung Thành (Erik) Lê Đoàn Phương Anh   | Chiara Falcone Trần Chi Mai          | Bùi Thị Kiều Vy Lê Dương Quỳnh Anh                |
| Vòng đối đầu  | Bị loại  | Đoàn Nguyễn Bảo Trọng Bùi Huyền Thảo My    | Nguyễn Cao Tú Uyên Nguyễn Miccah     | Nguyễn Thành Tuân Phạm Ngọc Quỳnh Như             |

### Mùa 2: 2014
Mùa 2 bắt đầu vào ngày 21 tháng 6 năm 2014.
Thí sinh mùa 2:
| Thứ hạng      | Thứ hạng | Đội Cẩm Ly                                  | Đội Hồ Hoài Anh - Lưu Hương Giang                    | Đội Lam Trường                          |
| ------------- | -------- | ------------------------------------------- | ---------------------------------------------------- | --------------------------------------- |
| Vòng liveshow | TOP 3    | Nguyễn Thiện Nhân                           | Nguyễn Hoàng Anh (Mon P336)                          | Trần Kayon Thiên Nhâm                   |
| Vòng liveshow | TOP 6    | Mai Chí Công                                | Lê Thanh Huyền Trân                                  | Trần Linh Nhi                           |
| Vòng liveshow | TOP 9    | Đoàn Minh Tài                               | Hoàng Kim Quỳnh Anh                                  | Đoàn Thế Lân (Grey-D)                   |
| Vòng liveshow | TOP 12   | Huỳnh Thị Ngọc Anh                          | Cao Lê Hà Trang                                      | Hồ Võ Thanh Thảo (Muộii)                |
| Vòng liveshow | TOP 18   | Nguyễn Thị Phương Thanh                     | Cao Hà Đức Anh                                       | Đào Gia Phúc                            |
| Vòng liveshow | TOP 18   | Nguyễn Ngọc Anh                             | Nguyễn Huỳnh Thiên Kim                               | Lê Danh Nam                             |
| Vòng đối đầu  | Được cứu | Đoàn Minh Tài                               | Cao Lê Hà Trang                                      | Đoàn Thế Lân                            |
| Vòng đối đầu  | Bị loại  | Trần Thu Hằng Lương Thị Ngọc Trang          | Nguyễn Phương Uyên Nhi Trương Thị Thanh Thao         | Võ Yến Nhi Đỗ Thị Quỳnh Trân            |
| Vòng đối đầu  | Bị loại  | Nguyễn Hải Khang 1 Nguyễn Trọng Tiến Quang  | Ngô Thị Thu Hiền (Phạm Tuyết Nhung) Nguyễn Khánh Huế | Thái Thị Khánh Huyền Bùi Phan Như Quỳnh |
| Vòng đối đầu  | Bị loại  | Nguyễn Bích Hằng                            | Trương Nhã Thy                                       | Phan Võ Diễm Trang                      |
| Vòng đối đầu  | Bị loại  | Bế Ngọc Phương Nghi Diệp Hoàng Phương Quyên | Đỗ Lê Hồng Nhung Nguyễn Như Ý                        | Nguyễn Hoàng Sơn Nguyễn Minh Trường     |
| Vòng đối đầu  | Bị loại  | Phạm Phương Khanh Vũ Thị Diễm Quỳnh         | Võ Ngọc Diệu Minh (Gina-M P336) Trần Thị Thanh Thảo  | Lê Hoàng Ngọc Ánh Nguyễn Tuấn Minh      |

^1 Nguyễn Hải Khang từng là thí sinh đội Thanh Bùi, và dừng chân vòng đối đầu 2013, thua trước Trần Ngọc Duy.

### Mùa 3: 2015
Thí sinh mùa 3:
| Thứ hạng      | Thứ hạng | Đội Cẩm Ly                         | Đội Hồ Hoài Anh - Lưu Hương Giang          | Đội Dương Khắc Linh                             |
| ------------- | -------- | ---------------------------------- | ------------------------------------------ | ----------------------------------------------- |
| Vòng liveshow | TOP 3    | Nguyễn Công Quốc                   | Trịnh Nguyễn Hồng Minh                     | Nguyễn Trọng Tiến Quang 1                       |
| Vòng liveshow | TOP 6    | Trương Nhã Thy 2                   | Phạm Phương Khanh 3                        | Nguyễn Hà Minh                                  |
| Vòng liveshow | TOP 9    | Trần Khánh Linh                    | Đinh Thu Thủy                              | Thái Thị Hà Vy                                  |
| Vòng liveshow | TOP 12   | Nguyễn Trương Thế Thanh            | Đỗ Minh Tuyết                              | Vũ Thị Hải Yến                                  |
| Vòng liveshow | TOP 18   | Đỗ Bích Hạnh                       | Nguyễn Như Ý 4                             | Bùi Hà My                                       |
| Vòng liveshow | TOP 18   | Phạm Nhật Lan Vy                   | Trần Hằng My                               | Đoàn Quang Trường                               |
| Vòng đối đầu  | Được cứu | Nguyễn Trương Thế Thanh            | Đinh Thu Thủy                              | Nguyễn Hà Minh                                  |
| Vòng đối đầu  | Bị loại  | Nguyễn Trung Thiên Phúc            | Khổng Thị Bích Ngọc Giang Hoàng Lâm        | Bùi Vũ Tường Vy Nhan Thị Như Ngọc               |
| Vòng đối đầu  | Bị loại  | Lê Mỹ Uyên Nguyễn Khánh Linh       | Cindy Trần Linh Nhi Nguyễn Ngọc Tường Vy   | Phan Nguyễn Ngọc Trâm Anh                       |
| Vòng đối đầu  | Bị loại  | Bùi Minh Hạnh Nguyễn Phương Linh   | Dương Gia Linh                             | Dương Thị Thùy Vân Bùi Thu Phương               |
| Vòng đối đầu  | Bị loại  | Thái Hải Thanh Cao Minh Thiên Tùng | Ngô Anh Quốc Lương Gia Khiêm               | Nguyễn Ngọc Phụng (Kira Kira P336) Đỗ Tuấn Lịch |
| Vòng đối đầu  | Bị loại  | Bùi Đức Mạnh Nguyễn Mẫn Nhi        | Hoàng Đức Duy (Captain Boy) Nguyễn Hải Anh | Lý Vĩnh Hòa Nguyễn Phương Ạnh                   |

^1 Nguyễn Trọng Tiến Quang từng là thí sinh đội Cẩm Ly và dừng chân vòng đối đầu 2014, thua trước Mai Chí Công.
^2 Trương Nhã Thy từng là thí sinh đội Hồ Hoài Anh - Lưu Hương Giang và dừng chân vòng đối đầu 2014, thua trước Hoàng Kim Quỳnh Anh & Cao Lê Hà Trang.
^3 Phạm Phương Khanh từng là thí sinh đội Cẩm Ly và dừng chân vòng đối đầu 2014, thua trước Nguyễn Ngọc Anh.
^4 Nguyễn Như Ý là thí sinh đội Hồ Hoài Anh - Lưu Hương Giang và dừng chân vòng đối đầu 2014, thua trước Cao Hà Đức Anh.

### Mùa 4: 2016
Mùa 4 bắt đầu vào ngày 23 tháng 7 năm 2016.
Thí sinh mùa 4:
| Thứ hạng      | Thứ hạng | Đội Noo Phước Thịnh                     | Đội Đông Nhi - Ông Cao Thắng             | Đội Vũ Cát Tường                           |
| ------------- | -------- | --------------------------------------- | ---------------------------------------- | ------------------------------------------ |
| Vòng liveshow | TOP 4    | Nguyễn Hoàng Mai Anh                    | Trịnh Nhật Minh                          | Đào Nguyên Thụy Bình                       |
| Vòng liveshow | Được cứu | Nguyễn Hoàng Mai Anh                    | Trịnh Nhật Minh                          | Milana Zavolokina                          |
| Vòng liveshow | TOP 7    | Nguyễn Khánh Ngọc                       | Bùi Gia Quý                              | Hồ Thảo Nguyên                             |
| Vòng liveshow | TOP 10   | Lê Băng Giang                           | Vũ Đàm Thùy Dung (Shayda)                | Chiara Falcone 1                           |
| Vòng liveshow | TOP 13   | Chu Tuấn Ngọc                           | Trần Ngọc Quang                          | Vũ Hoàng Minh                              |
| Vòng liveshow | TOP 18   | Trần Minh Nguyệt                        | Lê Khánh Linh                            |                                            |
| Vòng liveshow | TOP 18   | Trần Khánh Huyền                        | Nguyễn Kim Anh (Kellie)                  | Nguyễn Hoàng Vân Trang                     |
| Vòng đối đầu  | Được cứu | Trần Khánh Huyền                        | Bùi Gia Quý                              | Nguyễn Hoàng Vân Trang                     |
| Vòng đối đầu  | Bị loại  | Lê Quang Diễn Trần Tina                 | Đặng Hồng Hải Giang Hoàng Lâm 2          | Phạm Nguyễn Khánh Linh                     |
| Vòng đối đầu  | Bị loại  | Phạm Linh Phương Nguyễn Ngọc Phụng 3    | Huỳnh Thị Hoài Thương                    | Nguyễn Thị Thúy Phượng Nguyễn Lê Thu Hương |
| Vòng đối đầu  | Bị loại  | Bùi Vũ Tường Vi                         | Phan Nguyễn Hà My Nguyễn Ngọc Hà Chi     | Nguyễn Tiến Hiếu Nguyễn Thị Thùy Trang     |
| Vòng đối đầu  | Bị loại  | Nguyễn Ngọc Phương Nhi 4 Dương Gia Kiệt | Nguyễn Lê Hiền Trân Nguyễn Thị Như Quỳnh | Hoàng Minh Chánh Trần Đình Nguyên          |
| Vòng đối đầu  | Bị loại  | Nguyễn Linh Nhi Nguyễn Duy Linh         | Lê Võ Thùy Dung Phạm Thị Thu Huệ         | Lưu Tuyết Nhi Nguyễn Hải Anh               |

^1 Chiara Falcone từng là thí sinh đội Hồ Hoài Anh - Lưu Hương Giang và dừng chân vòng đối đầu 2013, thua trước Tôn Chí Long.
^2 Giang Hoàng Lâm từng là thí sinh đội Hồ Hoài Anh - Lưu Hương Giang và dừng chân vòng đối đầu 2015, thua trước Trịnh Nguyễn Hồng Minh.
^3 Nguyễn Ngọc Phụng từng là thí sinh đội Dương Khắc Linh và dừng chân vòng đối đầu 2015, thua trước Bùi Hà My.
^4 Nguyễn Ngọc Phương Nhi từng là thí sinh đội Hiền Thục và dừng chân vòng đối đầu 2013, thua trước Phạm Nguyễn Linh Lan.

### Mùa 5: 2017
Mùa 5 bắt đầu vào ngày 12 tháng 8 năm 2017. So với các mùa giải trước, sau khi vòng đối đầu kết thúc, các HLV có thể cứu 1 thí sinh của đội khác bị loại sẽ bước tiếp vào vòng Liveshow. Các đêm Liveshow đều được ghi hình từ trước, trừ đêm chung kết trao giải phát sóng trực tiếp.
Thí sinh mùa 5:
| Thứ hạng        | Thứ hạng | Đội Soobin Hoàng Sơn                   | Đội Hương Tràm - Tiên Cookie          | Đội Vũ Cát Tường                       |
| --------------- | -------- | -------------------------------------- | ------------------------------------- | -------------------------------------- |
| Vòng trình diễn | TOP 6    | Đỗ Thị Hoài Ngọc                       | Lê Châu Như Ngọc                      | Dương Ngọc Ánh                         |
| Vòng trình diễn | TOP 6    | Trần Quốc Thái                         | Trần Thị Hồng Thư                     | Đặng Đình Tâm                          |
| Vòng trình diễn | TOP 8    | Đặng Hữu Lâm                           | Lê Thanh Ngân                         |                                        |
| Vòng trình diễn | TOP 11   | Nguyễn Phi Long                        | Nguyễn Tâm Hào                        | Hoàng Thị Thu Hà                       |
| Vòng trình diễn | TOP 14   |                                        |                                       | Trần Nguyễn Thanh Thy                  |
| Vòng trình diễn | TOP 15   | Huỳnh Nguyễn Gia Hân (Hanzi)           | Trần Minh Thư                         | Đào Nguyễn Hải Bình                    |
| Vòng trình diễn | TOP 18   | Hà Phương Linh                         | Nguyễn Khả Vy                         | Bạch Duy Khánh                         |
| Vòng đối đầu    | Được cứu | Hà Phương Linh                         | Nguyễn Tâm Hào                        | Bạch Duy Khánh                         |
| Vòng đối đầu    | Bị loại  | Lê Kim Ngân Nguyễn Ngọc Châu Linh      | Trần Xương Nhi Hà Phương Linh         | Lương Phương Linh Nguyễn Vũ Phương Anh |
| Vòng đối đầu    | Bị loại  | Nguyễn Huy Hoàng Bạch Duy Khánh        | Nguyễn Thủy Tiên Trần Ngọc Gia Hân    | Vũ Tiến Dũng Nguyễn Phi Khang          |
| Vòng đối đầu    | Bị loại  | Nguyễn Duy Linh1 Trần Nam Khánh        | Nguyễn Võ Ngọc Giàu Bùi Bích Vy       | Nguyễn Tâm Hào Bùi Mộng Thơm           |
| Vòng đối đầu    | Bị loại  | Phạm Ngọc Thiên Thanh Huỳnh Thị Ái Vy  | Nguyễn Trần Phương Trúc Huỳnh Gia Phú | Phạm Lê Quốc Hưng Nguyễn Ngọc Trọng    |
| Vòng đối đầu    | Bị loại  | Trần Tuyết Đan Lê Nguyễn Thị Minh Ngọc | Vũ Thị Thảo Vy Võ Lê Hoàng Ánh        | Nguyễn Lê Minh Nguyên Lê Đình Anh Đức  |

^1 Nguyễn Duy Linh từng là thí sinh đội Noo Phước Thịnh và dừng chân vòng đối đầu 2016, thua trước Trần Minh Nguyệt

### Mùa 6: 2018
Mùa 6 bắt đầu vào ngày 08 tháng 9 năm 2018. So với mùa giải trước, sau khi kết thúc trận đối đầu, ngoài thí sinh chiến thắng, HLV có quyền bấm nút cứu ngay sau đó nếu thấy 1 trong 2 thí sinh bị loại xứng đáng nhận được cơ hội đi tiếp. Kết thúc vòng đối đầu, mỗi đội có 6 thí sinh đi tiếp vào vòng Liveshow. Các đêm bán kết và chung kết được phát sóng trực tiếp.
Thí sinh mùa 6:
| Thứ hạng        | Thứ hạng                         | Đội Soobin Hoàng Sơn - Vũ Cát Tường      | Đội Hồ Hoài Anh - Lưu Hương Giang       | Đội Bảo Anh - Khắc Hưng                    |
| --------------- | -------------------------------- | ---------------------------------------- | --------------------------------------- | ------------------------------------------ |
| Vòng trình diễn | TOP 4                            | Đào Đình Anh Tuấn                        | Hà Quỳnh Như                            | Nguyễn Minh Chiến                          |
| Vòng trình diễn | TOP 4                            | Nguyễn Trần Xuân Phương                  | Hà Quỳnh Như                            | Nguyễn Minh Chiến                          |
| Vòng trình diễn | Chiếc vé may mắn (vào chung kết) |                                          |                                         | Nguyễn Minh Chiến (bị loại ở bán kết)      |
| Vòng trình diễn | TOP 7                            |                                          | Nguyễn Trần Phương Trúc1                | Nguyễn Văn Minh                            |
| Vòng trình diễn | TOP 7                            | Phạm Anh Khôi                            | Nguyễn Trần Phương Trúc1                |                                            |
| Vòng trình diễn | Chiếc vé may mắn (vào bán kết)   |                                          |                                         | Phạm Anh Khôi (bị loại ở vòng Minishow)    |
| Vòng trình diễn | TOP 11                           | Nguyễn Minh Nhật2                        | Nguyễn Thị Thanh Hằng                   | Phạm Minh Ngọc                             |
| Vòng trình diễn | TOP 11                           | Nguyễn Minh Nhật2                        | Lý Nguyễn Gia Hân                       | Phạm Minh Ngọc                             |
| Vòng trình diễn | TOP 15                           | Trần Ngọc Gia Hân3                       | Trần Phi Hùng                           | Trần Đặng Phương Vy                        |
| Vòng trình diễn | TOP 15                           | Trần Ngọc Gia Hân3                       | Hà Trọng Vũ - Hà Trọng Sáng             | Trần Đặng Phương Vy                        |
| Vòng trình diễn | TOP 18                           | Nguyễn Hoàng Thiên Nga                   |                                         | Nguyễn Thị Bảo Anh                         |
| Vòng trình diễn | TOP 18                           | Nguyễn Thị Hải Yến                       |                                         | Nguyễn Thị Bảo Anh                         |
| Vòng đối đầu    | Được cứu                         | Đào Đình Anh Tuấn                        | Nguyễn Thị Thanh Hằng                   | Phạm Anh Khôi                              |
| Vòng đối đầu    | Bị loại                          | Đào Đình Anh Tuấn Phạm Anh Thư           | Nguyễn Thị Thanh Hằng Trần Viết Học     | Phạm Anh Khôi Tăng Ngọc Thanh Vân          |
| Vòng đối đầu    | Bị loại                          | Nguyễn Phan Quỳnh Anh Vũ Thị Phương Linh | Giang Gia Nhi Chu Thị Ngọc Ánh          | Nguyễn Lê Minh Nguyên4 Lê Uyên Nhi         |
| Vòng đối đầu    | Bị loại                          | Nguyễn Thái Gia Bảo Huỳnh Tấn Đạt        | Phạm Ngọc Thiên Thanh5 Võ Phan Mai Khôi | Bùi Yến Nhi Nguyễn Thành An                |
| Vòng đối đầu    | Bị loại                          | Trần Vũ Bảo Ngọc Phan Bảo Long           | Lưu Khánh Ngọc Phạm Lê Quốc Hưng6       | Nguyễn Vũ Thanh Ngọc Vũ Hà Trang           |
| Vòng đối đầu    | Bị loại                          | Nguyễn Khánh Hà Nguyễn Bích Hà Mi        | Lê Nhật Linh Đoàn Ngọc Linh             | Trần Châu Kim Anh Nguyễn Ngọc Trường Phước |

^1 Nguyễn Trần Phương Trúc từng là thí sinh đội Hương Tràm - Tiên Cookie và dừng chân vòng đối đầu 2017, thua trước Trần Minh Thư.
^2 Nguyễn Minh Nhật từng là thí sinh của Giọng hát Việt nhí (mùa 5) và dừng chân vòng giấu mặt (vì không được HLV nào bấm chọn).
^3 Trần Ngọc Gia Hân từng là thí sinh đội Hương Tràm - Tiên Cookie và dừng chân vòng đối đầu 2017, thua trước Lê Thanh Ngân.
^4 Nguyễn Lê Minh Nguyên từng là thí sinh đội Vũ Cát Tường và dừng chân vòng đối đầu 2017, thua trước Đào Nguyễn Hải Bình.
^5 Phạm Ngọc Thiên Thanh từng là thí sinh đội Soobin Hoàng Sơn và dừng chân vòng đối đầu 2017, thua trước Trần Quốc Thái.
^6 Phạm Lê Quốc Hưng từng là thí sinh đội Vũ Cát Tường và dừng chân vòng đối đầu 2017, thua trước Trần Nguyễn Thanh Thy.

### Mùa 7: 2019
Mùa 7 bắt đầu vào ngày 20 tháng 7 năm 2019.
Thí sinh mùa 7:
| Thứ hạng        | Thứ hạng | Đội Hương Giang - Dương Cầm        | Đội Ali Hoàng Dương - Lưu Thiên Hương    | Đội Dương Khắc Linh - Phạm Quỳnh Anh         |
| --------------- | -------- | ---------------------------------- | ---------------------------------------- | -------------------------------------------- |
| Vòng trình diễn | TOP 5    | Nguyễn Đoàn Chấn Quốc              | Kiều Minh Tâm                            | Vũ Linh Đan                                  |
| Vòng trình diễn | TOP 5    | Nguyễn Ngọc Bảo Hân                | Nguyễn Đỗ Khánh An                       | Vũ Linh Đan                                  |
| Vòng trình diễn | TOP 6    |                                    |                                          | Ngô Minh Hằng                                |
| Vòng trình diễn | TOP 9    | Võ Nguyên Ngọc Nhi                 | Đào Huỳnh Minh Châu                      | Lương Trương Quỳnh Anh1                      |
| Vòng trình diễn | TOP 13   | Nguyễn Khánh Vy                    | Trần Hiểu Minh                           | Nguyễn Đức Khôi                              |
| Vòng trình diễn | TOP 13   | Nguyễn Khánh Vy                    | Trần Hiểu Minh                           | Huỳnh Phạm Thanh Tâm                         |
| Vòng đo ván     | HLV cứu  | Nguyễn Ngọc Bảo Hân                | Trần Hiểu Minh                           | Nguyễn Đức Khôi                              |
| Vòng đo ván     | HĐCM cứu | Võ Nguyên Ngọc Nhi                 | Nguyễn Đỗ Khánh An                       | Lương Trương Quỳnh Anh                       |
| Vòng đo ván     | Bị loại  | Phạm Thị Trâm Anh                  | Nguyễn Hồng Ngọc                         | Trần Thị Diệp Nhi                            |
| Vòng đo ván     | Bị loại  | Kim Jae Bin                        | Hoàng Tấn Lộc                            | Vương Hồng Thúy                              |
| Vòng đo ván     | Bị loại  | Nguyễn Thị Ngọc Ánh                | Nguyễn Đỗ Thành Nhân                     |                                              |
| Vòng đối đầu    | Được cứu | Nguyễn Thị Ngọc Ánh                | Nguyễn Hồng Ngọc                         | Vũ Linh Đan                                  |
| Vòng đối đầu    | Được cứu | Kim Jae Bin                        | Hoàng Tấn Lộc                            | Huỳnh Phạm Thanh Tâm                         |
| Vòng đối đầu    | Được cứu | Võ Nguyên Ngọc Nhi                 | Đào Huỳnh Minh Châu                      | Trần Thị Diệp Nhi                            |
| Vòng đối đầu    | Bị loại  | Trần Thị Gia Hân Huỳnh Thị Tố Uyên | Kim Jae Bin Võ Nguyên Ngọc Nhi           | Nguyễn Trần Nguyên Xuân Trần Nguyễn Quang Vũ |
| Vòng đối đầu    | Bị loại  | Nguyễn Thị Ngọc Ánh Bùi Ngọc Ánh   | Lê Minh Ngọc Trịnh Ngọc Thúy Nga         | Nguyễn Thị Yến Nhi Võ Khánh Ngọc             |
| Vòng đối đầu    | Bị loại  | Vũ Linh Đan Huỳnh Phạm Thanh Tâm   | Lê Ngọc Thảo Lam2 Bùi Vũ Kim Anh         | Trần Thị Vân Anh Trần Thị Diệp Nhi           |
| Vòng đối đầu    | Bị loại  | Nguyễn Hồng Ngọc Hoàng Tấn Lộc     | Đào Huỳnh Minh Châu Nguyễn Hoàng Nhã Thy | Châu Sở Hân Đào Thái Bình An                 |

^1 Lương Trương Quỳnh Anh từng là thí sinh của Giọng hát Việt nhí (mùa 6) và dừng chân vòng giấu mặt (vì không được HLV nào bấm chọn).
^2 Lê Ngọc Thảo Lam từng là thí sinh của Giọng hát Việt nhí (mùa 6) và dừng chân vòng giấu mặt (vì không được HLV nào bấm chọn).

### Mùa 8: New Generation 2021
Mùa 8 bắt đầu vào ngày 3 tháng 1 năm 2021 với tên gọi mới là New Generation.
Thí sinh mùa 8:
| Thứ hạng       | Thứ hạng | Đội BigDaddy - Emily (BIGFAMILY) | Đội Vũ Cát Tường - Hưng Cao (KIDNEELAND) | Đội Hồ Hoài Anh - Lưu Hương Giang (MIMIMAMA) |
| -------------- | -------- | -------------------------------- | ---------------------------------------- | -------------------------------------------- |
| Vòng chung kết | TOP 4    | Lê Song Tùng                     | Lê Đăng Bách                             | Trần Thị Thùy Trang                          |
| Vòng chung kết | TOP 4    | Lê Song Tùng                     | Lê Đăng Bách                             | Nguyễn Hà Anh                                |
| Vòng bán kết   | TOP 6    |                                  | Kelvin Huỳnh Alves                       |                                              |
| Vòng bán kết   | TOP 6    | Bạch Khánh Linh                  |                                          |                                              |
| Vòng đột phá   | Bị loại  | Lưu Hoàng Yến Nhi                | Đồng Hiền Trang Anh                      | Lê Phạm Tiểu Bình                            |
| Vòng đột phá   | Bị loại  | Nguyễn Thảo Anh Thư              | Nguyễn Duy Long                          | Châu Sở Hân1                                 |
| Vòng đo ván    | Được cứu | Lưu Hoàng Yến Nhi                | Nguyễn Duy Long                          | Trần Thị Thùy Trang                          |
| Vòng đo ván    | Bị loại  | Đỗ Minh Kỳ                       | Nguyễn Bảo Hưng                          | Nguyễn Mậu Khoa Minh                         |
| Vòng đo ván    | Bị loại  | Nguyễn Minh Thư                  |                                          | Ngô Minh Hằng2                               |
| Vòng đo ván    | Bị loại  | Nguyễn Ngọc Tuyết Anh            |                                          |                                              |
| Vòng đối đầu   | Được cứu | Nguyễn Minh Thư                  | Đồng Hiền Trang Anh                      | Lê Phạm Tiểu Bình                            |
| Vòng đối đầu   | Bị loại  | Nguyễn Ngọc Thảo Nguyên          | Lê Trần Mỹ Anh                           | Phạm Hoàng Minh Anh                          |
| Vòng đối đầu   | Bị loại  | Võ Phan Mai Khôi3                | Nguyễn Diệu Linh                         | Trần Sỹ Luân                                 |
| Vòng đối đầu   | Bị loại  | Bùi Lý Bảo Ngọc                  | Dương Ngọc Trâm Anh                      | Nguyễn Phan Quỳnh Anh4                       |
| Vòng đối đầu   | Bị loại  | Lê Nguyễn Phước Khang            | Võ Nguyên Ngọc Nhi5                      | Đào Phương Linh                              |

^1 Châu Sở Hân từng là thí sinh đội Dương Khắc Linh - Phạm Quỳnh Anh và dừng chân vòng đối đầu 2019, thua trước Lương Trương Quỳnh Anh.
^2 Ngô Minh Hằng từng là thí sinh đội Dương Khắc Linh - Phạm Quỳnh Anh và dừng chân top 6 chung cuộc 2019.
^3 Võ Phan Mai Khôi từng là thí sinh đội Hồ Hoài Anh - Lưu Hương Giang và dừng chân vòng đối đầu 2018, thua trước Lý Nguyễn Gia Hân.
^4 Nguyễn Phan Quỳnh Anh từng là thí sinh đội Soobin Hoàng Sơn - Vũ Cát Tường và dừng chân vòng đối đầu 2018, thua trước Nguyễn Minh Nhật.
^5 Võ Nguyên Ngọc Nhi từng là thí sinh đội Hương Giang - Dương Cầm và dừng chân top 9 chung cuộc 2019.

## Nhà tài trợ
- Mùa 1 - Mùa 3: Unilever
- Mùa 4 - Mùa 5: Oppo
- Mùa 6: Tiki, Yolo - VPBank
- Mùa 7: Realme
- Mùa 8: Xúc xích Heo Cao Bồi - Masan

## Tạm ngừng phát sóng
Giọng hát việt nhí đã có một số lần phải tạm ngừng hoặc thay đổi kế hoạch ghi hình và phát sóng theo kế hoạch do trùng thời điểm diễn ra các sự kiện đặc biệt và phát sóng trở lại sau đó bảy ngày. 
Cụ thể:
- Giọng hát việt nhí (mùa 6): Trừ 2 số phát sóng 22/09 và 06/10/2018 do trùng vào dịp quốc tang Nguyên chủ tịch nước Trần Đại Quang và Nguyên tổng bí thư kiêm chủ tịch HĐBT Đỗ Mười
- Giọng hát việt nhí (mùa 8): Trừ 2 số phát sóng 14 và 21/02/2021 do trùng lịch phát sóng chương trình Tết Nguyên Đán Tân Sửu 2021

## Kết thúc sứ mệnh
Sau đêm thi cuối cùng của mùa 8 ngày 25/04/2021, chương trình chính thức nói lời chia tay khán giả sau 8 năm phát sóng